# Dingo (musikgrupp)
Dingo är ett finländskt rockband från Björneborg. Gruppen är känd för låtar som Autiotalo, Levoton Tuhkimo, Nahkatakkinen tyttö, Rio Ohoi, Lähetyssaarnaaja, Aino, Sinä ja minä och Valkoiset Tiikerit. Bandet bildades 1982.

## Diskografi

### Album
- Nimeni On Dingo (1984)
- Kerjäläisten valtakunta (1985)
- Pyhä klaani (1986)
- Via Finlandia (1994)
- Purppuraa (2005)
- Humisevan harjun paluu (2008)

### Samlingar
- Tuhkimotarina (1993)
- Sinä & Minä (1993)
- 20 suosikkia - Autiotalo (1997)
- Parhaat (1999)
- Dingomania (2004)
- Tähtisarja - 30 suosikkia (2006)
- Kunnian päivät 1983-1986 (2006)
- Sound Pack 2CD+DVD (2010)
- Autiotalon aarteet (2017)

### Video och DVD
- Nimemme On Dingo (1984, Video)
- Kerjäläisten valtakunnassa (1985, Video)
- Dingo Live (1999, Video)
- Dingomania (2004, DVD)

## Medlemmarna

### Nuvarande medlemmar
- Pertti Neumann (sång 1982–1986, 1993–1994, 1998–2002, 2004–)
- Jonttu Virta (gitarr 1982–1986, 1993–1994, 1998–2002, 2017–)
- Tom Eklund (bas 2024–)
- Leena Peisa (keyboards 2018–)
- Saska Ketonen (trummor 2018–)